# ژلتوفسکی
ژلتوفسکی (انگلیسی: Zheltovsky) یک کوه آتشفشانی در شبه‌جزیره کامچاتکای کشور روسیه است.